# Ronde van Italië 1986
| Eindklassement      |                           |              |
| Algemeen klassement | Roberto Visentini         | 102h 33' 55" |
| Tweede              | Giuseppe Saronni          | + 1' 02"     |
| Derde               | Francesco Moser           | + 2' 14"     |
| Vierde              | Greg LeMond               | + 2' 26"     |
| Vijfde              | Claudio Corti             | + 4' 49"     |
| Zesde               | Franco Chioccioli         | + 6' 58"     |
| Zevende             | Acacio Da Silva           | + 7' 12"     |
| Achtste             | Marco Giovannetti         | + 8' 03"     |
| Negende             | Niki Rüttimann            | + 9' 15"     |
| Tiende              | Pedro Muñoz               | + 11' 52"    |
| (Bel)               | Eric Van Lancker (14e)    | + 17' 52"    |
| (Ned)               | Johan van der Velde (16e) | + 24' 03"    |
| Rode Lantaarn       | Daniele Asti (143e)       | + 3h 55' 33" |
| Puntenklassement    | Guido Bontempi            | 167 punten   |
| Tweede              | Johan van der Velde       | 148 punten   |
| Derde               | Paolo Rosola              | 115 punten   |
| Bergklassement      | Pedro Muñoz               | 54 punten    |
| Tweede              | Gianni Bugno              | 35 punten    |
| Derde               | Stefano Giuliani          | 32 punten    |
| Jongerenklassement  | Marco Giovannetti (8e)    | 102h 41' 58" |
| Tweede              | Stefano Colagè (13e)      | + 7' 18"     |
| Derde               | Primož Cerin (19e)        | + 18' 31"    |
| Ploegenklassement   | Supermercati Brianzoli    | 305h 33' 43" |
| Tweede              | Carrera                   | -            |
| Derde               | La Vie Claire             | -            |

In 1986 ging de 69e Giro d'Italia op 12 mei van start in Palermo. Hij eindigde op 2 juni in Merano. Er stonden 171 renners verdeeld over 19 ploegen aan de start. Hij werd gewonnen door Roberto Visentini.
Aantal ritten: 22

Totale afstand: 3865.6 km

Gemiddelde snelheid: 37.689 km/h

Aantal deelnemers: 171

## Belgische en Nederlandse prestaties
In totaal namen er 8 Belgen en 13 Nederlanders deel aan de Giro van 1986.

### Belgische etappezeges
- Eric Van Lancker won de 22e etappe van Meran naar Meran.

### Nederlandse etappezeges
- Jean-Paul van Poppel won de 2e etappe van Sciacca naar Catania en de 13e etappe van Siena naar Sarzana.
- Johan van der Velde won de 19e etappe van Cremona naar Péjo Terme.

## Etappe uitslagen
| Datum  | Etappe    | Parcours                             | Afstand  | Eerste                         | Tweede                    | Derde                       | Klassementsleider              |
| ------ | --------- | ------------------------------------ | -------- | ------------------------------ | ------------------------- | --------------------------- | ------------------------------ |
| 12 mei | proloog   | Palermo                              | 1.0 km   | Urs Freuler (Zwi)              | Giuseppe Saronni (Ita)    | Silvestro Milani (Ita)      | Urs Freuler (Zwi)              |
| 12 mei | etappe 1  | Palermo - Sciacca                    | 140 km   | Sergio Santimaria (Ita)        | Paolo Rosola (Ita)        | Guido Bontempi (Ita)        | Sergio Santimaria (Ita)        |
| 13 mei | etappe 2  | Sciacca - Catania                    | 259 km   | Jean-Paul van Poppel (Ned)     | Eric Vanderaerden (Bel)   | Urs Freuler (Zwi)           | Jean-Paul van Poppel (Ned)     |
| 14 mei | etappe 3  | Catania - Taormina (ploegentijdrit)  | 50 km    | Del Tongo                      | Supermercati Brianzoli    | La Vie Claire               | Giuseppe Saronni (Ita)         |
| 15 mei | etappe 4  | Villa San Giovanni - Nicotera        | 115 km   | Gianbattista Baronchelli (Ita) | Francesco Moser (Ita)     | Alberto Volpi (Ita)         | Gianbattista Baronchelli (Ita) |
| 16 mei | etappe 5  | Nicotera - Cosenza                   | 194 km   | Greg LeMond (Usa)              | Giuseppe Saronni (Ita)    | Massimo Ghirotto (Ita)      | Gianbattista Baronchelli (Ita) |
| 17 mei | etappe 6  | Cosenza - Potenza                    | 251 km   | Roberto Visentini (Ita)        | Giuseppe Saronni (Ita)    | Michael Wilson (Aus)        | Giuseppe Saronni (Ita)         |
| 18 mei | etappe 7  | Potenza - Baia Domizia               | 257 km   | Guido Bontempi (Ita)           | Stefano Allocchio (Ita)   | Paolo Rosola (Ita)          | Giuseppe Saronni (Ita)         |
| 19 mei | etappe 8  | Cellole - Avezzano                   | 160 km   | Franco Chioccioli (Ita)        | Stefano Colagè (Ita)      | Niki Rüttimann (Zwi)        | Giuseppe Saronni (Ita)         |
| 20 mei | etappe 9  | Avezzano - Rieti                     | 172 km   | Acacio Da Silva (Por)          | Claudio Vandelli (Ita)    | Marco Giovannetti (Ita)     | Giuseppe Saronni (Ita)         |
| 21 mei | etappe 10 | Rieti - Pesaro                       | 235 km   | Guido Bontempi (Ita)           | Stefano Allocchio (Ita)   | Daniele Asti (Ita)          | Giuseppe Saronni (Ita)         |
| 22 mei | etappe 11 | Pesaro - Castiglione del Lago        | 207 km   | Guido Bontempi (Ita)           | Johan van der Velde (Ned) | Paolo Rosola (Ita)          | Giuseppe Saronni (Ita)         |
| 23 mei | etappe 12 | Sinalunga - Siena (tijdrit)          | 46 km    | Lech Piasecki (Pol)            | Roberto Visentini (Ita)   | Giuseppe Saronni (Ita)      | Giuseppe Saronni (Ita)         |
| 24 mei | etappe 13 | Siena - Sarzana                      | 175 km   | Jean-Paul van Poppel (Ned)     | Guido Bontempi (Ita)      | Eric Vanderaerden (Bel)     | Giuseppe Saronni (Ita)         |
| 25 mei | etappe 14 | Savona - Sauze-d'Oulx                | 236 km   | Martin Earley (Ier)            | Stefano Giuliani (Ita)    | Pedro Muñoz (Spa)           | Giuseppe Saronni (Ita)         |
| 26 mei | etappe 15 | Sauze-d'Oulx - Erba                  | 260 km   | Dag-Erik Pedersen (Noo)        | Stephen Roche (Ier)       | Emanuele Bombini (Ita)      | Giuseppe Saronni (Ita)         |
| 27 mei | etappe 16 | Erba - Foppolo                       | 143 km   | Pedro Muñoz (Spa)              | Greg LeMond (Usa)         | Roberto Visentini (Ita)     | Roberto Visentini (Ita)        |
| 28 mei | etappe 17 | Foppolo - Piacenza                   | 196 km   | Guido Bontempi (Ita)           | Eric Vanderaerden (Bel)   | Stefano Allocchio (Ita)     | Roberto Visentini (Ita)        |
| 29 mei | etappe 18 | Piacenza - Cremona (tijdrit)         | 36 km    | Francesco Moser (Ita)          | Dietrich Thurau (BRD)     | Jesper Worre (Den)          | Roberto Visentini (Ita)        |
| 30 mei | etappe 19 | Cremona - Péjo Terme                 | 211 km   | Johan van der Velde (Ned)      | Ennio Salvador (Ita)      | Emanuele Bombini (Ita)      | Roberto Visentini (Ita)        |
| 31 mei | etappe 20 | Péjo Terme - Bassano del Grappa      | 179 km   | Guido Bontempi (Ita)           | Stefano Allocchio (Ita)   | Paolo Rosola (Ita)          | Roberto Visentini (Ita)        |
| 1 juni | etappe 21 | Bassano del Grappa - Bozen / Bolzano | 234 km   | Acacio Da Silva (Por)          | Niki Rüttimann (Zwi)      | Alessandro Paganessi (Ita)  | Roberto Visentini (Ita)        |
| 2 juni | etappe 22 | Meran /Merano - Meran /Merano        | 108.6 km | Eric Van Lancker (Bel)         | Giovanni Bottoia (Ita)    | Pierangelo Bincoletto (Ita) | Roberto Visentini (Ita)        |

 winnaars · 
roze trui · 
  puntenklassement · 
  bergklassement · 
 jongerenklassement · 
 intergiro · 
 ploegenklassement · 
 strijdlust · 
 zwarte trui
Giro d'Italia Next Gen · Giro Donne · Cima Coppi
 Belgische rozetruidragers · etappewinnaars
 Nederlandse rozetruidragers · etappewinnaars
Mannen:
1909 · 
1910 · 
1911 · 
1912 · 
1913 · 
1914 · 
1919 · 
1920 · 
1921 · 
1922 · 
1923 · 
1924 · 
1925 · 
1926 · 
1927 · 
1928 · 
1929 · 
1930 · 
1931 · 
1932 · 
1933 · 
1934 · 
1935 · 
1936 · 
1937 · 
1938 · 
1939 · 
1940 · 
1946 · 
1947 · 
1948 · 
1949 · 
1950 · 
1951 · 
1952 · 
1953 · 
1954 · 
1955 · 
1956 · 
1957 · 
1958 · 
1959 · 
1960 · 
1961 · 
1962 · 
1963 · 
1964 · 
1965 · 
1966 · 
1967 · 
1968 · 
1969 · 
1970 · 
1971 · 
1972 · 
1973 · 
1974 · 
1975 · 
1976 · 
1977 · 
1978 · 
1979 · 
1980 · 
1981 · 
1982 · 
1983 · 
1984 · 
1985 · 
1986 · 
1987 · 
1988 · 
1989 · 
1990 · 
1991 · 
1992 · 
1993 · 
1994 · 
1995 · 
1996 · 
1997 · 
1998 · 
1999 · 
2000 · 
2001 · 
2002 · 
2003 · 
2004 · 
2005 · 
2006 · 
2007 · 
2008 · 
2009 · 
2010 · 
2011 · 
2012 · 
2013 · 
2014 · 
2015 · 
2016 · 
2017 · 
2018 · 
2019 · 
2020 · 
2021 · 
2022 · 
2023 · 
2024 · 
2025
Vrouwen:
1988 · 
1989 · 
1990 · 
1991 ·
1992 ·
1993 · 
1994 · 
1995 · 
1996 · 
1997 · 
1998 · 
1999 · 
2000 · 
2001 · 
2002 · 
2003 · 
2004 · 
2005 · 
2006 · 
2007 · 
2008 · 
2009 · 
2010 · 
2011 · 
2012 ·
2013 · 
2014 ·
2015 ·
2016 ·
2017 ·
2018 ·
2019 ·
2020 ·
2021 ·
2022 ·
2023 ·
2024 ·
2025